# Trashigang

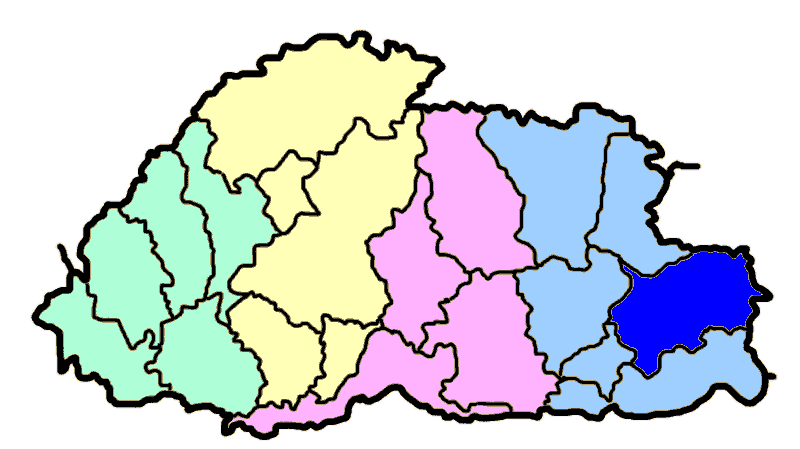
Localização de Trashigang no Butão (azul destacado)

Trashigang (Djongkha: བཀྲ་ཤིས་སྒང) é um dos 20 distritos do Butão.